# Sugarland Run
Sugarland Run è un census-designated place (CDP) degli Stati Uniti d'America, situato nello stato della Virginia, nella contea di Loudoun. Secondo il censimento del 2020 gli abitanti di Sugarland Run ammontavano a 12 345.
La cittadina sorge a 5 chilometri sotto il Potomac.